# Bacskai Béla
Bacskai Béla (Perse, 1935. július 26. – Guszona, 1980. november 7.) festő.

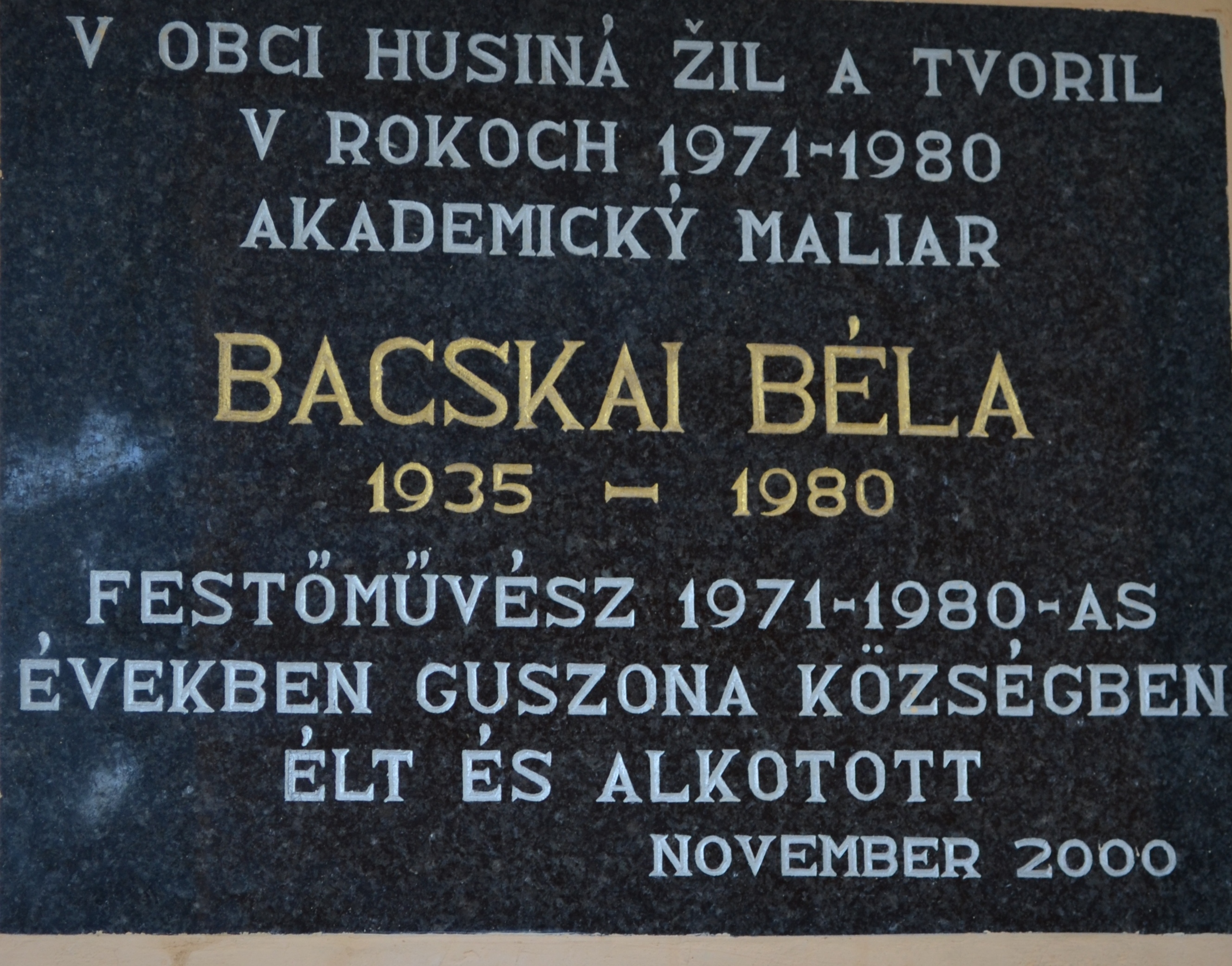
Bacskai Béla festőművész emléktáblája Guszonnán

## Életútja
1953-ban a füleki gyárban tanulta a műlakatos és öntőmester szakmát. 1955 és 1962 között a Pozsonyi Képzőművészeti Főiskolán végzett festészeti tanulmányokat, mesterei L. Čemicky, J. Želibský, V. Hložník és P. Matejka voltak. Hatással volt rá Szabó Gyula, majd Paul Cezanne, Maurice Vlaminck és André Derain. 1965-től haláláig szülőföldjén élt különböző falvakban, mint Perse, Egyházasbást és Guszona. 1966-tól egyéni és csoportos kiállításokon mutatta be képeit. Az 1970-es években műveiben szerepel a guszonai táj. Készített olajfestményeket, rajzokat, grafikákat és akvarelleket.

## Díjak, elismerések
- 1975: Káplár Miklós-díj, Hajdúböszörmény

## Egyéni kiállítások
- 1966 • Losonc
- 1967 • Rimaszombat
- 1969 • Középszlovákiai Múzeum, Besztercebánya
- 1970, 1973, 1985 • DMM, Komárom
- 1973 • Gömöri Múzeum, Rimaszombat (kat.)
- 1975 • NG, Nyitra (kat.)
- 1978 • Csallóközi Múzeum, Dunaszerdahely
- 1985 • NG, Losonc (gyűjt., kat.)
- 1986 • Novomeský Kiállítóterem, Pozsony • Nógrádi Sándor Múzeum, Salgótarján
- 1987 • Csehszlovák Kulturális és Tájékoztató Központ, Budapest
- 1990 • NG, Losonc (grafika, kat.)
- 1995 • NG, Losonc.

## Válogatott csoportos kiállítások
- 1961 • Fiatal művészek vándorkiállítása, Ekecs, Gombaszög
- 1970 • Kompozíció 70, Losonc (kat.)
- 1975 • Közös műhely, Hajdúböszörmény
- 1980 • Nógrád művészei, NG, Losonc (kat.) • orsz. bemutatók - Prága, Pozsony, Moszkva, Szófia.

## Művek közgyűjteményekben
- DMM, Komárom
- Gömöri Múzeum, Rimaszombat
- NG, Nyitra
- SG, Besztercebánya
- SNG, Pozsony
- Városi Múzeum, Fülek, Hajdúböszörmény.